# Anampses elegans
Anampses elegans är en fiskart som beskrevs av Ogilby, 1889. Anampses elegans ingår i släktet Anampses och familjen läppfiskar. IUCN kategoriserar arten globalt som livskraftig. Inga underarter finns listade i Catalogue of Life.